# 中寮 (彰化縣)
中寮，原寫為中藔，是臺灣彰化縣和美鎮的一個地名，位於該鎮東部。相較於今日行政區，其範圍大致包括竹園里東北部邊界地帶、中圍里不含西南端、糖友里、中寮里，以及臺中市大肚區營埔里西南部凸出部分的西南半部。

## 歷史
台灣清治末期至日治初期，中寮地區為一街庄，稱為「中藔庄」，隸屬於線東堡。該庄東北隔大肚溪與大肚庄相望，東南與阿夷庄為鄰，西南邊為新庄仔庄，西邊及西北邊為柑仔井庄。
1901年（日治明治三十四年）11月，該庄隸屬於彰化廳。1909年（明治四十二年）10月，改隸屬於臺中廳。1920年（大正九年），該庄改制為「中寮」大字，隸屬於臺中州彰化郡和美庄，大字下有「中寮」、「竹圍子」小字名。1943年，和美庄升格為和美街。
戰後和美街改制為和美鎮，隸屬於彰化縣，大字亦改制為里。

## 交通
國道3號大致以西北—東南走向經過中寮地區東北部，境內未設交流道，但和美交流道就在西北邊不遠處，由此可快速前往台灣南北各地。
縣道139號（彰新路三段）是新港至鹿谷初鄉的道路，大致以北北西－南南東走向經過本地區西部近邊界處，往西北可前往新港，往東南可前往彰化、南投、集集、鹿谷等地。

## 廟宇
- 池王宮（王爺廟）
- 糖聖宮（媽祖廟）